# Kassari
Kassari es una isla del mar Báltico que pertenece al país europeo de Estonia. Posee una superficie de 19,3 km² de superficie, con una población de alrededor de 300 personas. Cuenta con un museo dedicado a Aino Kallas.
Administrativamente hace parte del condado de Hiiu y del municipio de Käina.
Hay cuatro pueblos, Esiküla, Kassari, Orjaku y Tagaküla